# Поцуоло Мортезана
Поцуоло Мортезана (итал. Pozzuolo Martesana) је насеље у Италији у округу Милано, региону Ломбардија.
Према процени из 2011. у насељу је живело 5050 становника. Насеље се налази на надморској висини од 121 м.

## Становништво
Према резултатима пописа становништва 2011. у општини је живело 7.983 становника.
| 1931. | 1936. | 1951. | 1961. | 1971. | 1981. | 1991. | 2001. | 2011. |
| ----- | ----- | ----- | ----- | ----- | ----- | ----- | ----- | ----- |
| 3.518 | 3.587 | 4.133 | 4.619 | 4.959 | 5.535 | 6.050 | 7.233 | 7.983 |